# Dolichognatha quadrituberculata
Dolichognatha quadrituberculata là một loài nhện trong họ Tetragnathidae.
Loài này thuộc chi Dolichognatha. Dolichognatha quadrituberculata được Eugen von Keyserling miêu tả năm 1883.